# 羅伯特·塔揚
羅伯特·恩卓·塔揚（英語：Robert Endre Tarjan，1948年4月30日—），生於美國加州波莫納，計算機科學家，為1986年圖靈獎得主。他發現了解決最近公共祖先（LCA）問題、強連通分量問題、雙連通分量問題的高效算法，參與了開發斐波那契堆、伸展樹，分析并查集的工作。不少他發明的算法都以他的名字命名，以至于有時會讓人混淆幾種不同的算法。